# کلودیا ۳۱۱
سیارک ۳۱۱ (به انگلیسی: 311 Claudia) سیصد و یازدهمین سیارک کشف شده‌است که در ۱۱ ژوئن ۱۸۹۱ و در نیس کشف شد.
قدر مطلق سیارک برابر ۹٫۸۹ است.